# Liste der Naturdenkmale in Gleichen
Die Liste der Naturdenkmale in Gleichen nennt die Naturdenkmale in Gleichen im Landkreis Göttingen in Niedersachsen.

## Naturdenkmale
| Bild            | Bezeichnung              | Ort, Lage                                    | Beschreibung | Schutzzweck                                      | Nummer     |
| --------------- | ------------------------ | -------------------------------------------- | --- | ------------------------------------------------ | ---------- |
| Fotos hochladen | Anger-Linde              | Beienrode (51° 28′ 0,5″ N, 10° 7′ 1,7″ O)    | Die ca. 300 Jahre alte die Ortslage prägende Sommerlinde steht vor der Kirche auf dem Thieplatz in Beienrode und ist im Wappen der früheren Gemeinde Beienrode zu finden. | Seltenheit, Schönheit, heimatkundliche Bedeutung | NDGÖ170101 |
| Fotos hochladen | Eiche                    | Bischhausen (51° 26′ 49,6″ N, 10° 5′ 6,7″ O) | Die Stieleiche steht im Garten des Grundstücks Drosselweg 5 in Bischhausen.                                                                                               | Schönheit, das Ortsbild prägend                  | NDGÖ170301 |
| Fotos hochladen | Eiche                    | Bremke (51° 26′ 49,6″ N, 10° 5′ 6,7″ O)      | Die knorrige Eiche steht nordwestlich von Sennickerode im Auebereich des Bischhäuser Baches.                                                                              | Seltenheit, das Ortsbild prägend                 | NDGÖ170401 |
| Fotos hochladen | Linde, Domäne Reinhausen | Reinhausen (51° 28′ 7,5″ N, 9° 59′ 5,4″ O)   | Die hohe alte Winterlinde mit einer ausladender Krone prägt den Domänenbereich Reinhausen.                                                                                | Seltenheit und Schönheit                         | NDGÖ171201 |